# 1970 في سويسرا
فيما يلي قوائم الأحداث التي وقعت خلال عام 1970 في سويسرا.

## برامج ومسلسلات وأنمي
- تاتورت

## مواليد

### فبراير
- 17 فبراير – توماس فريشكنيتشت دراج سويسري.

### مارس
- 2 مارس – كرياك سفورزا لاعب كرة قدم سويسري.
- 14 مارس – آنا كاتارينا ممثلة سويسرية.
- 23 مارس – جياني إنفانتينو رجل أعمال سويسري /إيطالي ، رئيس الاتحاد الدولي لكرة القدم( الفيفا ).

### أبريل
- 24 أبريل – إيمانويلا زاردو لاعبة كرة مضرب سويسرية.

### مايو
- 2 مايو – إيفان كنتين لاعب كرة قدم سويسري.
- 2 مايو – ماركو والكر لاعب كرة قدم سويسري.
- 16 مايو – أليان غازبوز لاعب كرة قدم.
- 29 مايو – روبيرتو دي ماتيو

### نوفمبر
- 7 نوفمبر – مارك روسيه لاعب كرة مضرب سويسري.

### ديسمبر
- 23 ديسمبر – اناتول توبمان ممثل سويسري.

## وفيات

### أبريل
- 9 أبريل – والتر فافر (مواليد 1931) درّاج طريق سويسري.

### ديسمبر
- 30 ديسمبر – هيلين ستالين (مواليد 1891)